# Witold Drabikowski
Witold Drabikowski (ur. 25 lipca 1925 w Łodzi, zm. 17 września 1983 w Warszawie) – biochemik, profesor Instytutu Biologii Doświadczalnej im. M. Nenckiego PAN.

## Życiorys naukowy
Witold Drabikowski urodził się 25 lipca 1925 r. w Łodzi. W 1947 r. wstąpił na Wydział Matematyczno-Przyrodniczy Uniwersytetu Łódzkiego, który ukończył w 1952 r. jako magister filozofii z zakresu chemii oraz równolegle z zakresu biologii ogólnej. Promotorem jego pracy magisterskiej z zakresu biologii był znany biochemik, profesor Antoni Dmochowski. 1 września 1952 r. Witold Drabikowski rozpoczął pracę w Zakładzie Biochemii Instytutu Biologii Doświadczalnej im. Marcelego Nenckiego, kierowanym przez profesora Włodzimierza Niemierko. W tym okresie Instytut znajdował się tymczasowo w Łodzi, ale już w 1953 r. rozpoczęto przeprowadzkę do nowego gmachu w Warszawie na ul. Pasteura 3.
Witold Drabikowski zajmował się początkowo badaniem wiązania związków fosforowych z białkami. Jego pierwsza publikacja naukowa, wydana w 1954 r., była zatytułowana Wolny i związany ATP i ADP w mięśniach żaby. Wczesne zainteresowanie tkanką mięśniową odzwierciedla fakt napisania przez niego w 1956 r. książki pt. Jak pracują nasze mięśnie. W 1959 r. Witold Drabikowski uzyskał w Instytucie im. M. Nenckiego stopień doktora nauk przyrodniczych na podstawie rozprawy pt. „Badania nad połączeniami różnych białek z nukleotydami i ortofosforanem”. Promotorem był Włodzimierz Niemierko.
W 1960 r. Witold Drabikowski wyjechał na półtoraroczny staż podoktorski do Zakładu Biochemii w ,,Retina Foundation" w Bostonie, USA. Badał tam właściwości białka mięśniowego aktyny, w szczególności- reaktywność grup tiolowych i wiązanie nukleotydów fosforanowych.
Od tego czasu datuje się bardzo owocna współpraca naukowa Drabikowskiego z Johnem Gergely oraz jego zespołem w Bostońskim Instytucie Badań Biomedycznych (Boston Biomedical Research Institute). Doświadczenia zdobyte w USA i poznane tam metody umożliwiły Drabikowskiemu znaczne rozszerzenie prac nad aktyną z mięśni szkieletowych. W 1963 r. Witold Drabikowski uzyskał stopień doktora habilitowanego na podstawie ogólnego dorobku naukowego oraz rozprawy pt. Badania nad niektórymi właściwościami aktyny z mięśni szkieletowych. W 1964 r. został powołany na stanowisko docenta i na kierownika nowo utworzonej w Zakładzie Biochemii – Pracowni Biochemii Białek Mięśniowych. W 1967 r. Witold Drabikowski przebywał jako stypendysta „Muscular Dystrophy Association" na Uniwersytecie w Tokio w laboratorium Setsuro Ebashiego – odkrywcy troponiny – białka regulującego skurcz mięśni szkieletowych.
W 1970 r. Witold Drabikowski otrzymał tytuł profesora nadzwyczajnego, a w 1971 r. został kierownikiem nowo utworzonego Zakładu Biochemii Układu Nerwowego i Mięśni, zachowując jednocześnie kierownictwo Pracowni Biochemii Białek Mięśniowych. Wraz z grupą współpracowników kontynuował badania w zakresie wiązania przez aktynę jonów wapnia i ATP oraz reagowania aktyny z tropomiozyną i alfa-aktyniną. Poznanie metod izolowania i badania troponiny, stosowanych w pracowni Setsuro Ebashiego, umożliwiło Drabikowskiemu rozpoczęcie w Polsce badań budowy i funkcji tego białka. Kontynuowano także dotychczasowe kierunki, jak badanie mechanizmu polimeryzacji aktyny, badanie właściwości białek regulujących skurcz mięśni, a w szczególności- wiązanie wapnia przez troponinę C, jedną z podjednostek troponiny. Jednocześnie rozszerzono badania enzymów proteolitycznych w normie i w różnych stanach patologicznych, jak odnerwienie lub unieruchomienie mięśnia, a także badania molekularnej organizacji, funkcji i biogenezy błon sarkoplazmatycznego retikulum i sarkolemmy.
Jego zainteresowanie budową i funkcją białek wiążących wapń oraz wyniki prac nad troponiną C przyczyniły się do zorganizowania przez niego pierwszej międzynarodowej konferencji, poświęconej tym zagadnieniom – Sympozjum Białka Wiążące Wapń, które odbyło się w 1973 r. w Jabłonnie. Następne międzynarodowe sympozjum na temat Wapń w skurczu i wydzielaniu, które odbyło się w 1975 r. (Bressanone, Włochy), było organizowane przy znacznym współudziale Drabikowskiego. Od 1977 r. nastąpiła wyraźna zmiana tematyki badawczej zespołu Profesora. Rozpoczęto wówczas badania mało znanego wówczas białka- kalmoduliny i rozwinięto na szeroką skalę badania białek odpowiedzialnych za ruch komórek niemięśniowych (tropomiozyny i miozyny z mózgu). Rozpoczęto też badania troponiny C izolowanej z mięśnia sercowego.

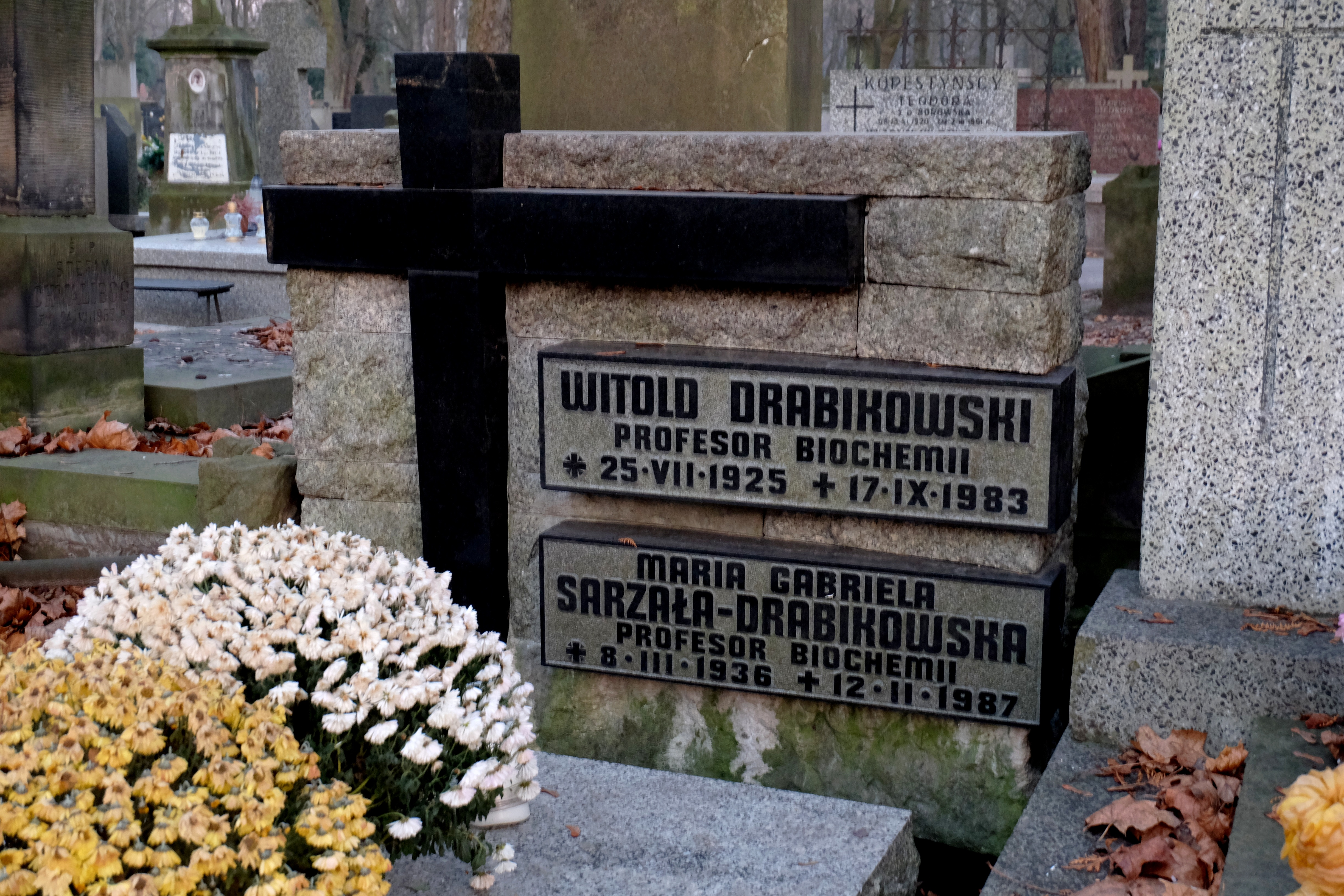
Grób prof. Witolda Drabikowskiego i jego żony prof. Marii Gabrieli Sarzała-Drabikowskiej na cmentarzu Powązkowskim w Warszawie

Profesor Witold Drabikowski był promotorem 12 prac doktorskich. Opublikował jako autor lub współautor ponad 150 prac doświadczalnych i artykułów przeglądowych; był wybitnym organizatorem prac badawczych. Jako kierownik prac doświadczalnych bardzo wymagający, w dyskusji naukowej zdecydowany bronić swoich racji, mimo to zawsze gotowy uznać każdy rzeczowy argument. Dzięki swej naukowej pozycji z łatwością kierował swych uczniów i współpracowników na staże podoktorskie do najlepszych zagranicznych ośrodków naukowych. Przez wiele lat żaden poważniejszy zjazd w dziedzinie biochemii mięśni nie odbył się bez jego udziału lub też udziału jego uczniów. Stworzył liczącą się w nauce światowej polską szkołę badań molekularnych mechanizmów skurczu mięśni.
W zagranicznych kręgach naukowych Drabikowski zdobywał coraz większy autorytet, co przejawiało się nie tylko we współpracy naukowej, ale również w jego pozycji na terenie organizacji międzynarodowych. W 1975 r. wybrano go, jako przedstawiciela krajów Europy Wschodniej, do zarządu „European Muscle Club”, nieformalnej organizacji badaczy europejskich, pracujących w dziedzinie skurczu mięśni i ruchliwości komórkowej. W 1977 r. Drabikowski został zaproszony do wzięcia udziału w konferencji Gordonowskiej (Gordon Conference) w USA, stając się jej stałym uczestnikiem w latach następnych; był również współorganizatorem i uczestnikiem kolejnej konferencji na temat białek wiążących wapń (w Ithaca). W 1978 r. zorganizował w Warszawie konferencję „European Muscle Club”. Również na polu organizacji nauki w kraju, szczególnie w latach 1971–1976, Drabikowski dał się poznać jako zdolny i rzutki uczestnik prac, m.in., w Komitecie Biochemii i Biofizyki PAN i Komitecie Nauk Fizjologicznych oraz w działalności Polskiego Towarzystwa Chemicznego i Towarzystwa Biochemicznego. W 1982 r. został członkiem reaktywowanego Towarzystwa Naukowego Warszawskiego, pełniąc w nim funkcje sekretarza Wydziału IV.

## Nagrody i odznaczenia
W latach 1970–1983 Witold Drabikowski uzyskał wiele nagród: trzykrotnie nagrody zespołowe II Wydziału PAN (1970, 1974, 1981), dwukrotnie zespołową nagrodę Sekretarza PAN (1973, 1977) oraz Państwową Nagrodę Indywidualną Pierwszego Stopnia (1978). W 1978 r. został odznaczony Krzyżem Kawalerskim Orderu Odrodzenia Polski.
Żoną Witolda Drabikowskiego była prof. Gabriela Sarzała-Drabikowska (biochemik).
Profesor Witold Drabikowski zmarł nagle 17 września 1983 roku w Warszawie. Tu też został pochowany na cmentarzu Powązkowskim (kwatera 255-4-27).

## Wybrane publikacje
- Drabikowski W. (1960): The binding of ATP by native and modified proteins. Acta Biochim. Pol., 7, 127-136.
- Drabikowski W., Nowak E. (1968): The inteaction of α-actinin with F-actin and its abolition by tropomyosin. Eur. J. Biochem. 5, 209-214.
- Drabikowski W., Nowak E. (1968): Studies on the interaction of F-actin with tropomyosin. Eur. J. Biochem., 5, 376-384.
- Dąbrowska R., Baryłko B., Nowak E., Drabikowski W. (1973): The origin of 30,000 daltons protein in troponin preparation. FEBS Lett. 29, 239-242.
- Drabikowski W., Nowak E., (1973): Interaction of F-actin with troponin constituents. Biochim. Biophys. Acta 328, 470-480.
- Drabikowski W., Baryłko B., Dąbrowska R., Nowak E., Szpacenko A. (1974): Studies on the properties of TN-C component of troponin and on its effect on the interaction between the constituents and thin filament. In: “Calcium binding proteins” (eds. Drabikowski W., Strzelecka-Gołaszewska H., Carafoli E.) Amsterdam : Elsevier Publishing Company, Warszawa PWN, s. 69-107.
- Drabikowski W., Kuźnicki J., Grabarek Z. (1977): Similarity in Ca2+ induced changes between troponin-C and protein activator of 3-5 cyclic nucleotide phosphodiesterase and their fragments. Biochim. Biophys. Acta, 485, 124-133.
- Grabarek Z., Drabikowski., Leawis P., Rosenfeld S., Gergely J. (1981): Proteolitic fragments of troponin-C interaction with the other troponin subunits and biological activity. J. Biol. Chem., 256, 13121-13127.
- Drabikowski W., Brzeska H., Venyaminow S. (1982): Tryptic fragments of calmodulin Ca2+ induced and Mg2+ induced conformational-changes. J. Biol. Chem. 257, 11584-11590.
- Dąbrowska R., Nowak E., Drabikowski W. (1983): Some funcional properties of nonpolymerizable and polymerizable tropomyosin. J. Muscle Res. Cell Motility 4, 143- 161.